# Pocket Web
Das Pocket Web ist ein Gerät, das einem Electronic Organizer ähnlich sieht. Es wird auch als Handheld Terminal bezeichnet. Es kann E-Mails empfangen; ein Webbrowser ist ebenfalls vorhanden. Es handelt sich um ein speziell für den deutschen Anbieter angepasstes OGO-Gerät (CT-17) des israelischen Herstellers IXI Mobile, Inc.

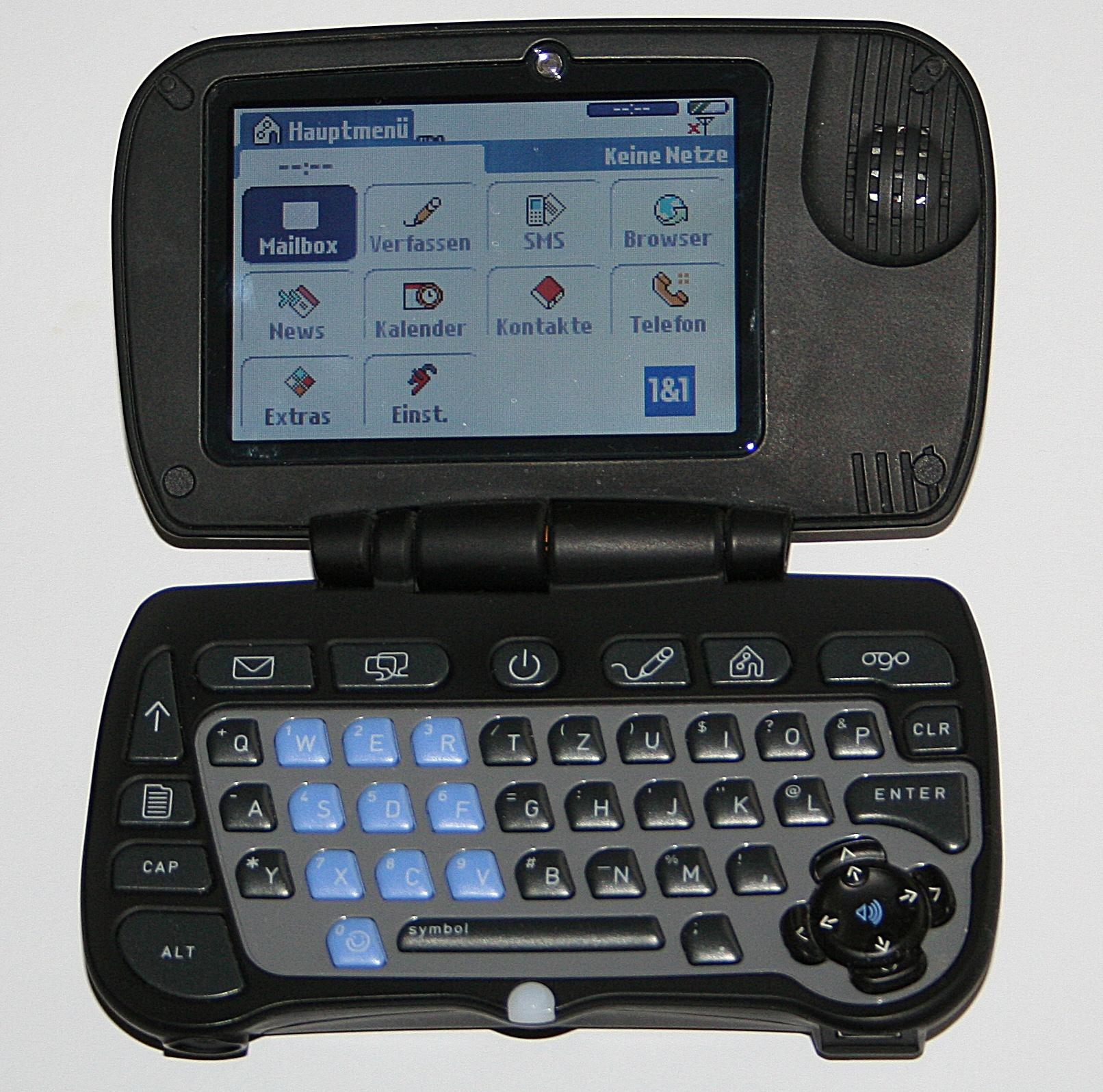
Pocket Web CT-17

Anwendungssoftware und Betriebssystem sind proprietär.
Die Netzverbindung läuft über GPRS, Telefonie ist nur über ein zusätzliches Headset möglich, das per Mini-USB oder Bluetooth angebunden werden kann.
Das Pocket Web hat auch rudimentäre Möglichkeiten zum Speichern von Kontakten implementiert, diese Kontakte können über einen PC mit Microsoft Outlook synchronisiert werden.
Weiterhin besteht die Möglichkeit, RSS-Web-Feeds zu empfangen, wobei 6 Feeds fest eingestellt und 4 weiter frei wählbar sind.
Es war in Deutschland nur bei 1&1 erhältlich und ermöglicht E-Mail von 5 verschiedenen Anbietern. Für Mailadressen, die bei 1&1 oder den Schwesterfirmen GMX oder web.de liegen, ist ein Push-Dienst verfügbar. Weitere E-Mail-Nutzung ist ausschließlich als Webmail, d. h. durch Benutzung des Browsers möglich. Die Einrichtung von Messenger-Diensten via ICQ oder MSN ist ebenfalls möglich, verursacht aber je nach Vertrag evtl. Zusatzkosten.